# Bigenditia zuytdorp
Bigenditia zuytdorp là một loài nhện trong họ Lamponidae. Loài này được phát hiện ở Tây Úc và Nam Úc.